# آيت رحو 2 (سبت آيت رحو)
آيت رحو 2 هي إحدى مشيخات المملكة المغربية، تتبع جغرافيا لإقليم خنيفرة وإداريًا لسبت آيت رحو. يقدر عدد سكانها بـ 3193 نسمة حسب الإحصاء الرسمي للسكان والسكنى لسنة 2004.